# Capricho (canción)
«Capricho» es el cuarto sencillo del grupo musical argentino Babasónicos. Fue incluida en su octavo álbum de estudio publicado en 2005, Anoche.

## Significado
El origen y significado de la canción se remonta a un día en que Adrián Dárgelos junto a Diego Castellano y Diego Rodríguez se encontraban trabajando en su estudio, colocando caños y realizando otras tareas de construcción.

## Lista de canciones
1. «Capricho» – 2:38[5]